# Dorylus braunsi
Dorylus braunsi é uma espécie de formiga do gênero Dorylus.
Além da subespécie-tipo, possui a subespécie D. braunsi anceps, descrita por Forel em 1914.